# Ka (kana)
か in hiragana o カ in katakana, è un kana giapponese e rappresenta una mora. La sua pronuncia è /kɑ/.
| Forme                    | Rōmaji      | Hiragana        | Katakana        |
| ------------------------ | ----------- | --------------- | --------------- |
| Normale k- (か行 ka-gyō) | ka          | か              | カ              |
| Normale k- (か行 ka-gyō) | kaa kā, kah | かあ, かぁ かー | カア, カァ カー |
| dakuten g- (が行 ga-gyō) | ga          | が              | ガ              |
| dakuten g- (が行 ga-gyō) | gaa gā, gah | があ, がぁ がー | ガア, ガァ ガー |

## Scrittura

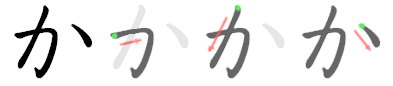

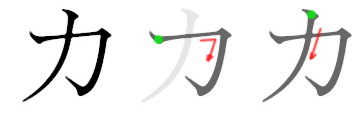

## Rappresentazione in altri sistemi di scrittura
In Braille:
| ●－ －－ －● |

Il Codice Wabun per か o カ è ・－・・.